# Tamaňský poloostrov

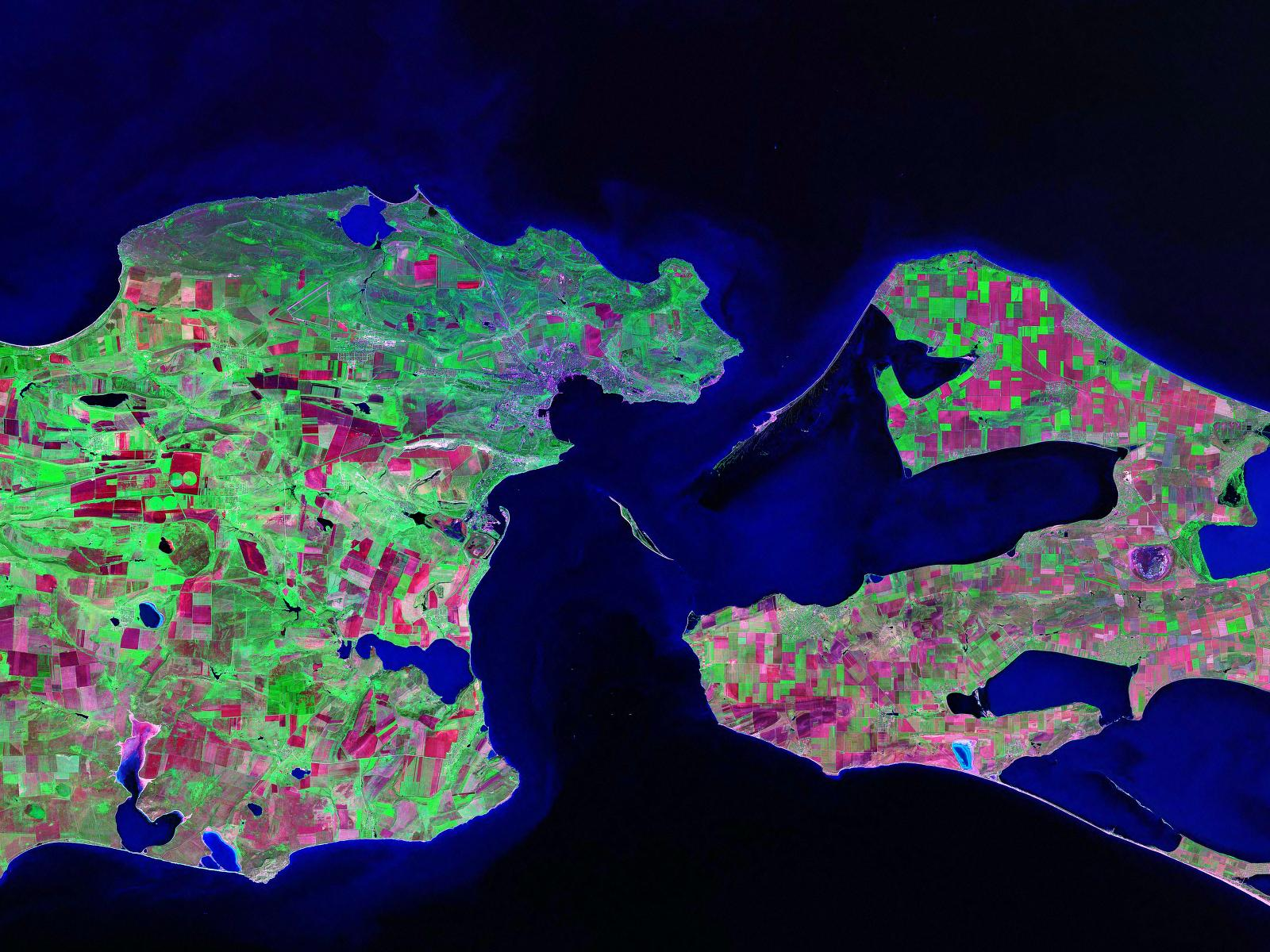
Kerčský průliv, satelitní foto Landsat – v levé části západně je vidět krymský Kerčský poloostrov, v pravé (východní) části snímku pak Tamaňský poloostrov

Tamaňský poloostrov nebo Tamanský poloostrov se nachází na jihozápadě evropské části Ruska v západním předhůří Kavkazu. Leží v Krasnodarském kraji. Spolu s Kerčským poloostrovem na Krymu za Kerčským průlivem odděluje Azovské a Černé moře. 
Jeho  rozloha činí 2000 kilometrů čtverečních. Reliéf zemského povrchu je zde velmi plochý, nejvyšší bod poloostrova se nachází v nadmořské výšce 164 metrů nad mořem. Vzhledem k tomu, že tento poloostrov vznikl spojením celkem pěti kdysi samostatných ostrovů pomocí naplavenin, nachází se zde mnoho mokřadů, bažiny, podmáčených míst, bahenních sopek a limanů.
Zdejší pobřeží je velmi členité.
Za druhé světové války zde probíhaly velmi tvrdé boje.
Z Tamaňského poloostrova vede od roku 2018 silniční a železniční Krymský most, který je důležitý pro spojení a zásobování Ruskem okupavaného Krymu.

## Odrazy v kultuře
- Železný kříž, britsko-německý válečný film z roku 1977, který pojednává o bojích na Tamaňském poloostrově v době 2. světové války.